# Самозахист

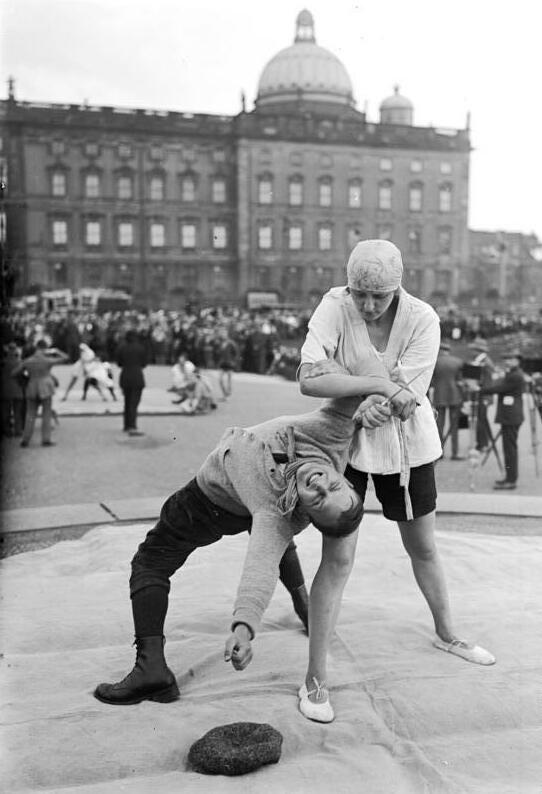
Самооборона

Самозахист або Самооборона — відповідні дії держави, юридичної або приватної особи, що вживаються для забезпечення своїх прав, порушених нападом іншої держави, юридичної або приватної особи. Право на самооборону спрямоване на припинення незаконного застосування сили.

## Системи індивідуальної самооборони
Системою індивідуальної самооборони можна назвати і єдиноборства, і рукопашний бій. Різні фахівці мають зовсім протилежні думки щодо цього. Найчастіше в цьому контексті згадується ізраїльська Крав-мага, як спочатку створювалася для таких цілей і має найбільш практичний арсенал технік. Також, славнозвісне російське самбо теж спочатку створювалося саме з метою самооборони, про що навіть красномовно свідчить її назва. Існують і інші подібні системи, які, однак, менш відомі.